# Sława (miasto)
Sława (dawniej też Sława Śląska; niem. Schlawa) – miasto w województwie lubuskim, w powiecie wschowskim, siedziba gminy miejsko-wiejskiej Sława. Położone jest na Pojezierzu Leszczyńskim, nad Jeziorem Sławskim.
Pod względem historycznym Sława leży na Dolnym Śląsku. Miasto dzieli się na dwie części: miejską oraz wypoczynkową (z plażą, ośrodkami wypoczynkowymi i polem namiotowym). W Sławie corocznie w lipcu odbywa się Międzynarodowy Kongres Brydża Sportowego.
Według danych GUS z 31 grudnia 2019 r. miasto miało 4290 mieszkańców, a jego powierzchnia wynosiła 14,9 km².

## Nazwa
„Sława” jest słowem spotykanym wyłącznie u narodów słowiańskich i ma korzenie przedchrześcijańskie. Według jednej z teorii pierwotnie nazwa wywodzi się od mokradeł, gdyż w języku staropolskim slava, slova oznaczały rzekę, zaś slovo – błoto. Niemiecki językoznawca Heinrich Adamy w swoim dziele o nazwach miejscowych na Śląsku wydanym w 1888 roku we Wrocławiu wymienia pierwotną nazwę miasta jako „Sława”, podając jej znaczenie Ehrenheim, Ruhmvoller Ort, czyli „szanowany dom, miejscowość pełna sławy”. Nazwa została później fonetycznie zgermanizowana na Schlawa i utraciła swoje pierwotne znaczenie. W 1937 roku nazwę niemiecką zmieniono na Schlesiersee.
Polską nazwę „Sława” w książce Krótki rys jeografii Szląska dla nauki początkowej, wydanej w Głogówku w 1847, wymienił śląski pisarz Józef Lompa.
W 1946 miastu nadano nazwę Sława.

## Historia

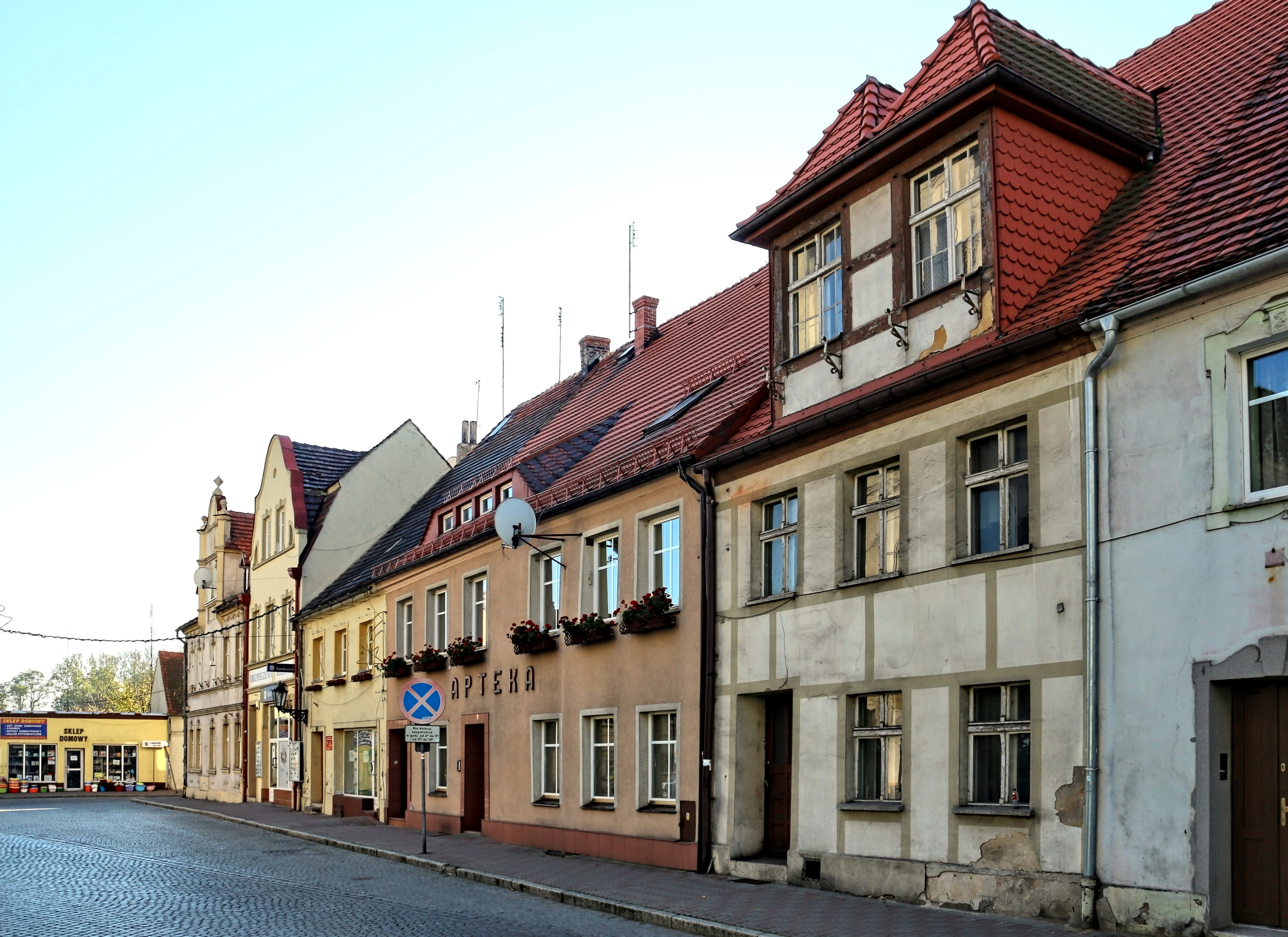
Rynek

Początki miasta nie są znane, wzmiankowane po raz pierwszy było w 1312. Założone zostało prawdopodobnie przez pierwszego księcia głogowskiego, Konrada (1251–1273), lub jego syna Henryka III (1273–1309). W roku 1312 była już znaczącym miastem i siedzibą dystryktu. Potwierdzone jest to dokumentem dotyczącym podziału terytorialnego księstwa między synów Henryka III. Slave cum suo districtu (Sława z jej okręgiem) przypadła Henrykowi IV. W roku 1468 Henryk XI głogowski sprzedaje miasto rodowi Rechenbergów z Borowa Polskiego. W latach 1655–1887 miasto należało do Barwitzów hrabiów von Fernemont. Oni to w latach 1732–1735 zbudowali barokowy pałac, wykorzystując częściowo mury dawnego zamku z XV wieku.
W 1834 istniała tu komora celna. W 1937 administracja nazistowska zastąpiła słowiańsko brzmiącą nazwę Schlawa ahistoryczną formą Schlesiersee.
W czasie II wojny światowej w mieście znajdowała się filia niemieckiego obozu koncentracyjnego Groß-Rosen.
W 1945 miasto włączono do Polski, a jego dotychczasową ludność wkrótce wysiedlono do Niemiec. Do 1946 roku Sława była siedzibą powiatu i Państwowego Urzędu Repatriacyjnego, które przeniesiono później do Głogowa. W mieście uruchomiono, jako pierwszy na zachodnich Ziemiach Odzyskanych, urząd pocztowy (założycielem był Jan Grellus z Kościana). Wymiana poczty odbywała się początkowo dwa razy w tygodniu za pomocą posłańca rowerowego do Kaszczoru. 1 stycznia 1955 Sławę przeniesiono do powiatu wschowskiego. W latach 1975–1998 miasto administracyjnie należało do województwa zielonogórskiego.

## Demografia

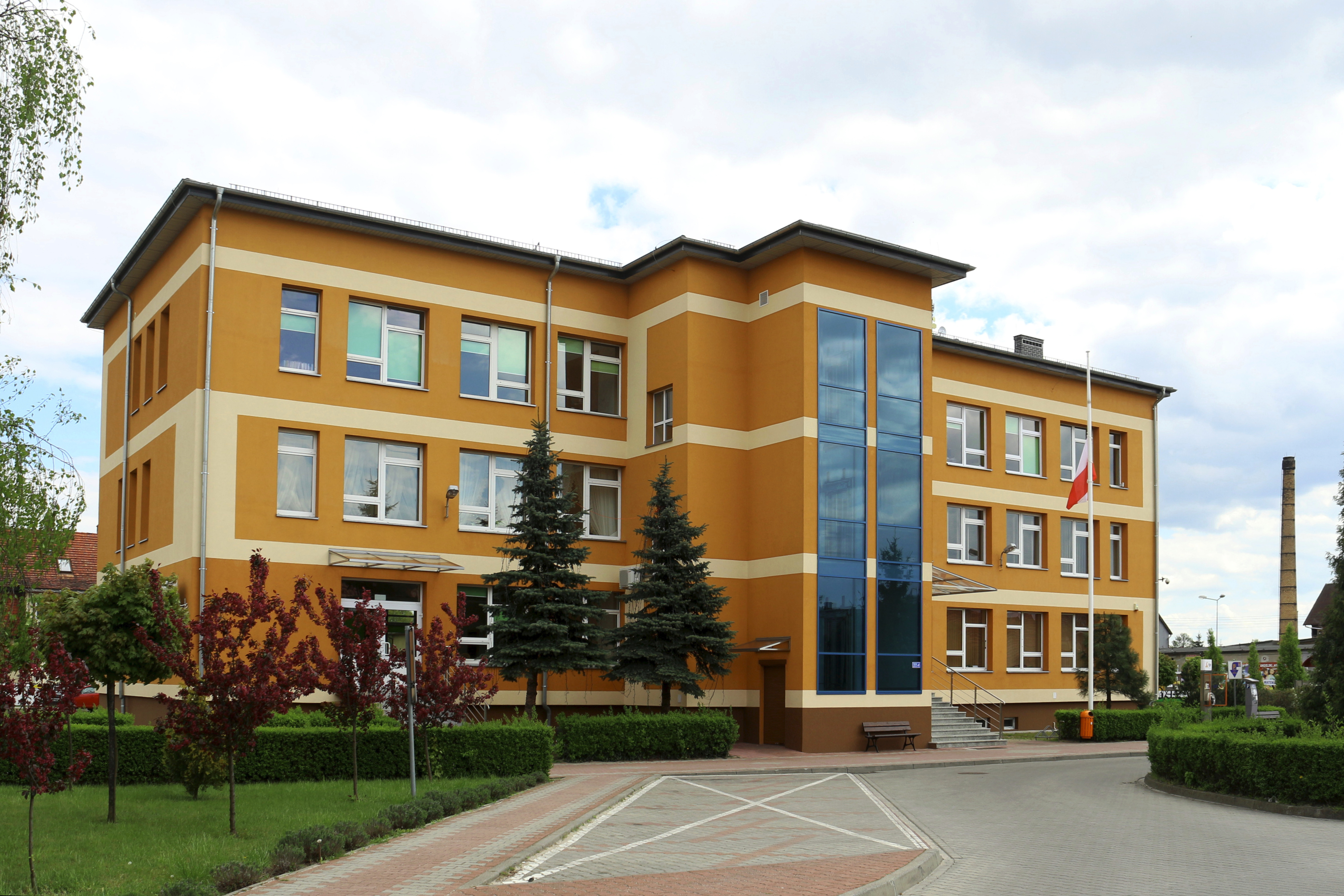
Urząd Miasta i Gminy w Sławie

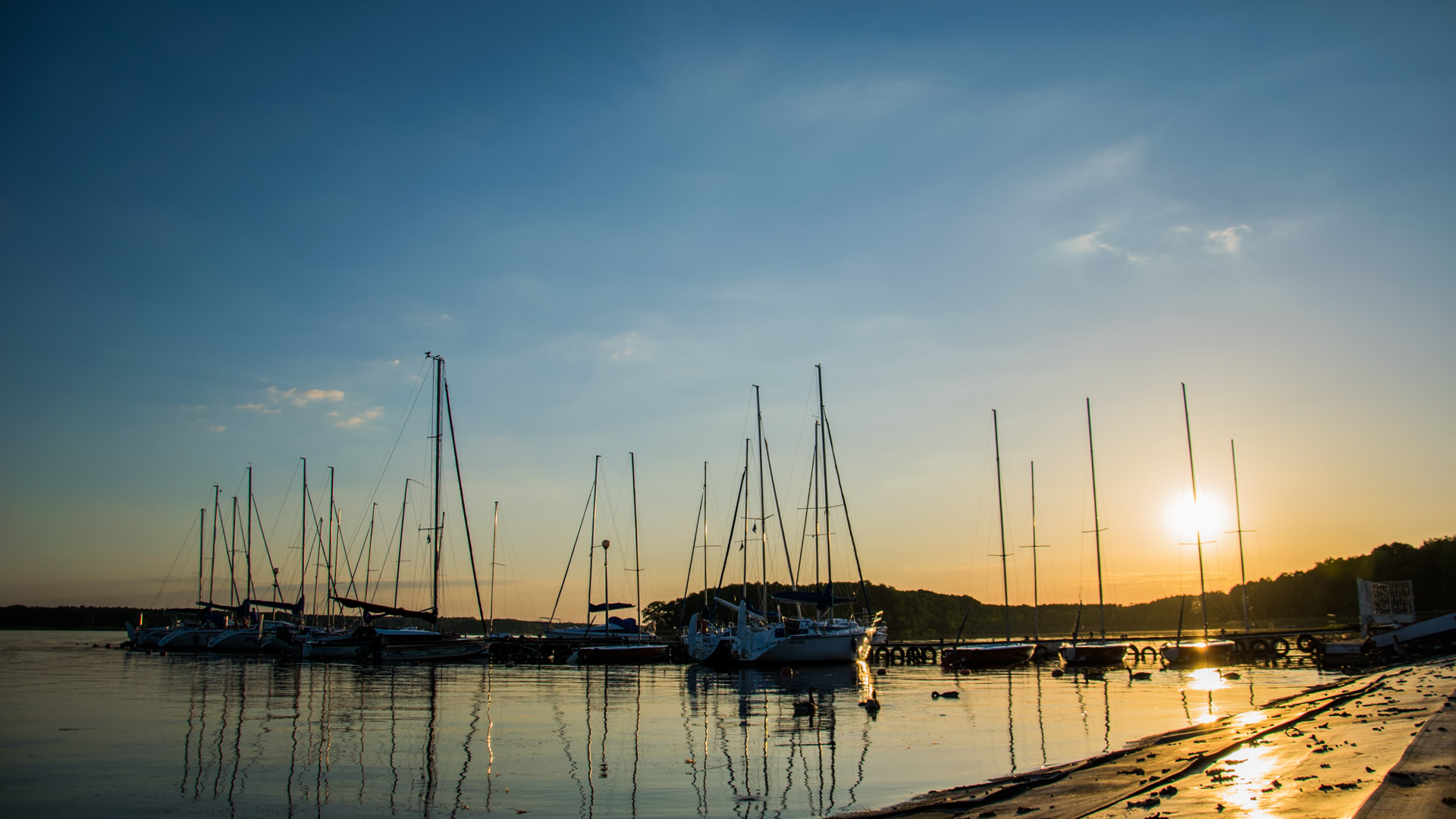
Jezioro Sławskie w 2015 roku

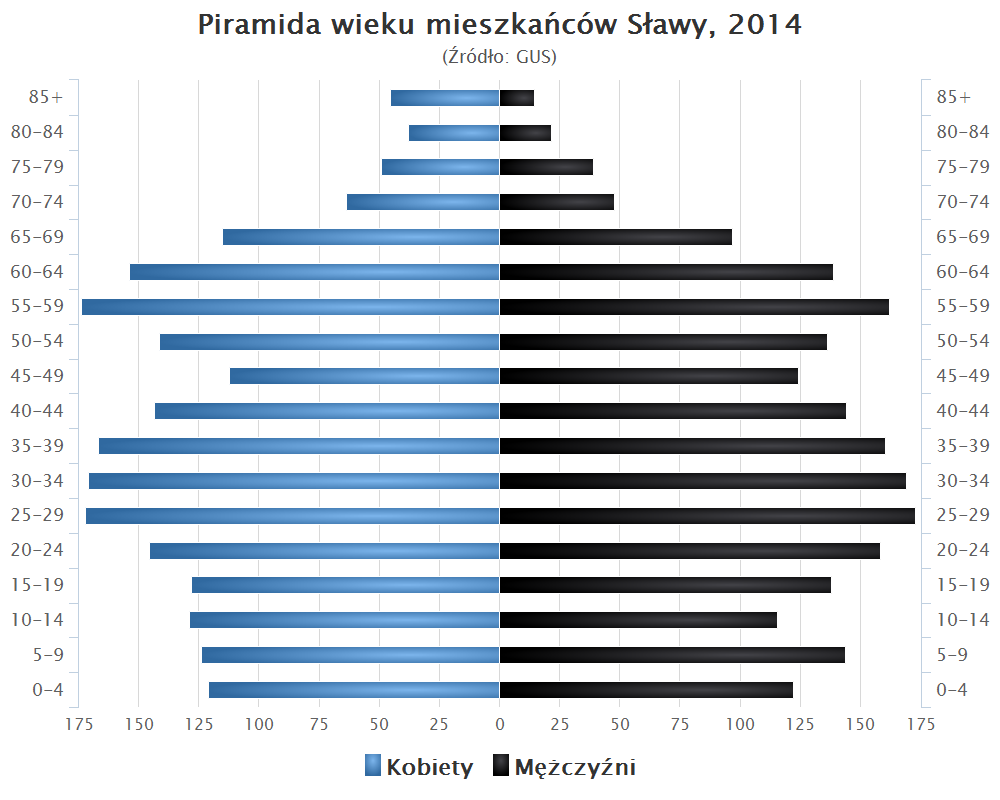
Piramida wieku mieszkańców Sławy w 2014 roku

## Zabytki

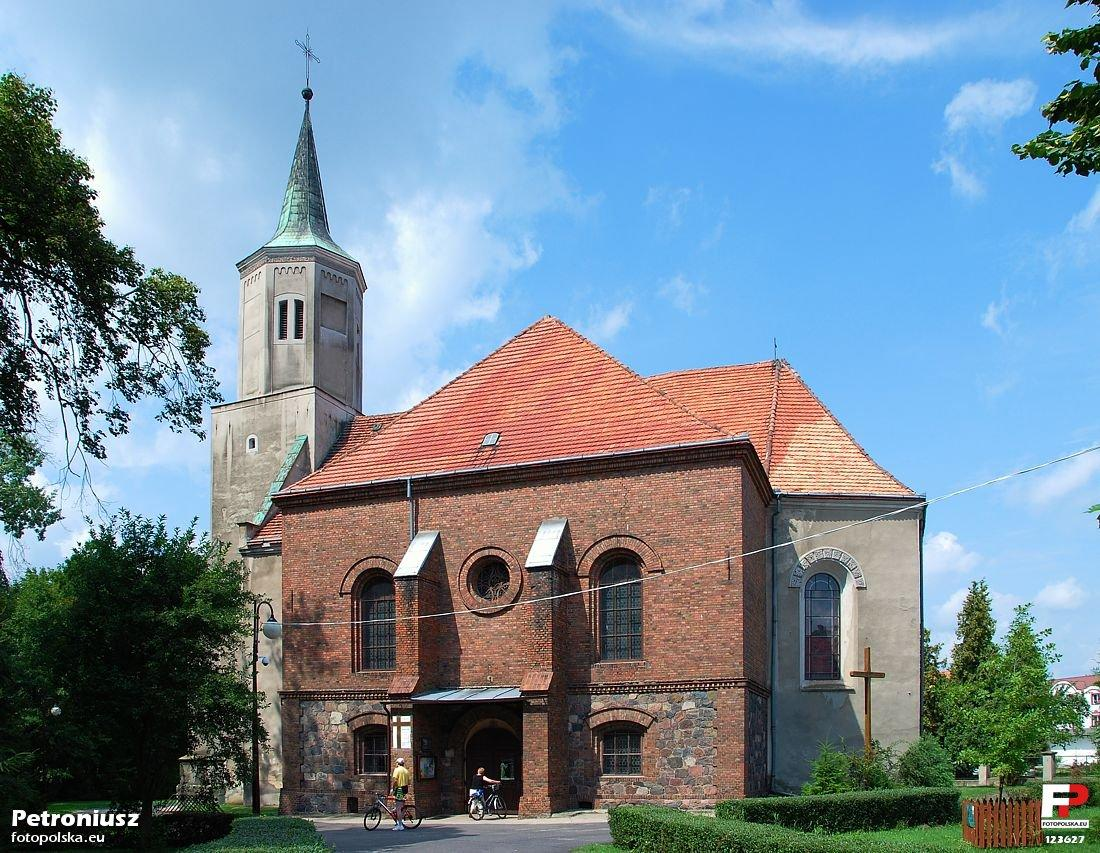
Kościół św. Michała Archanioła

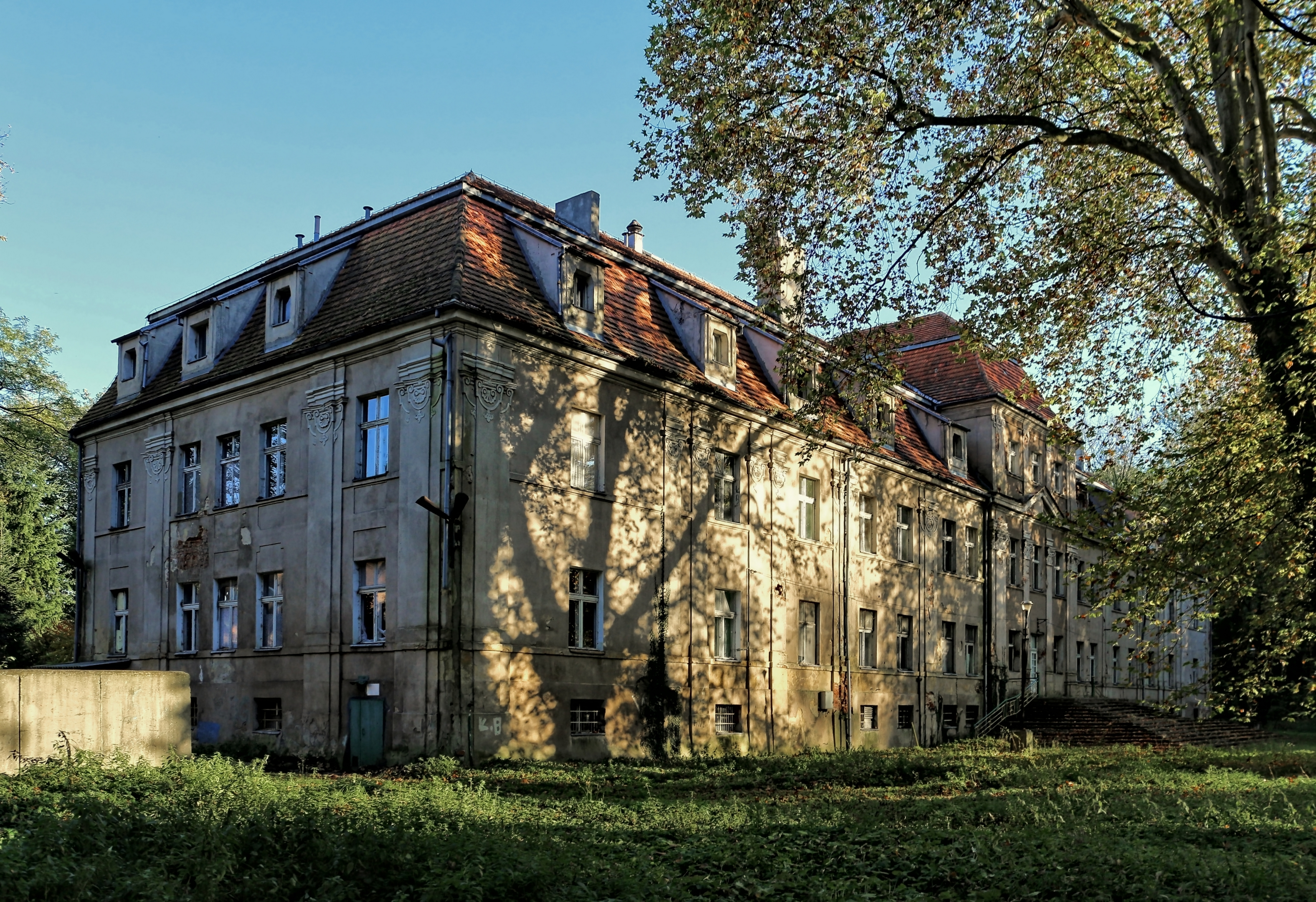
Barokowy pałac w Sławie

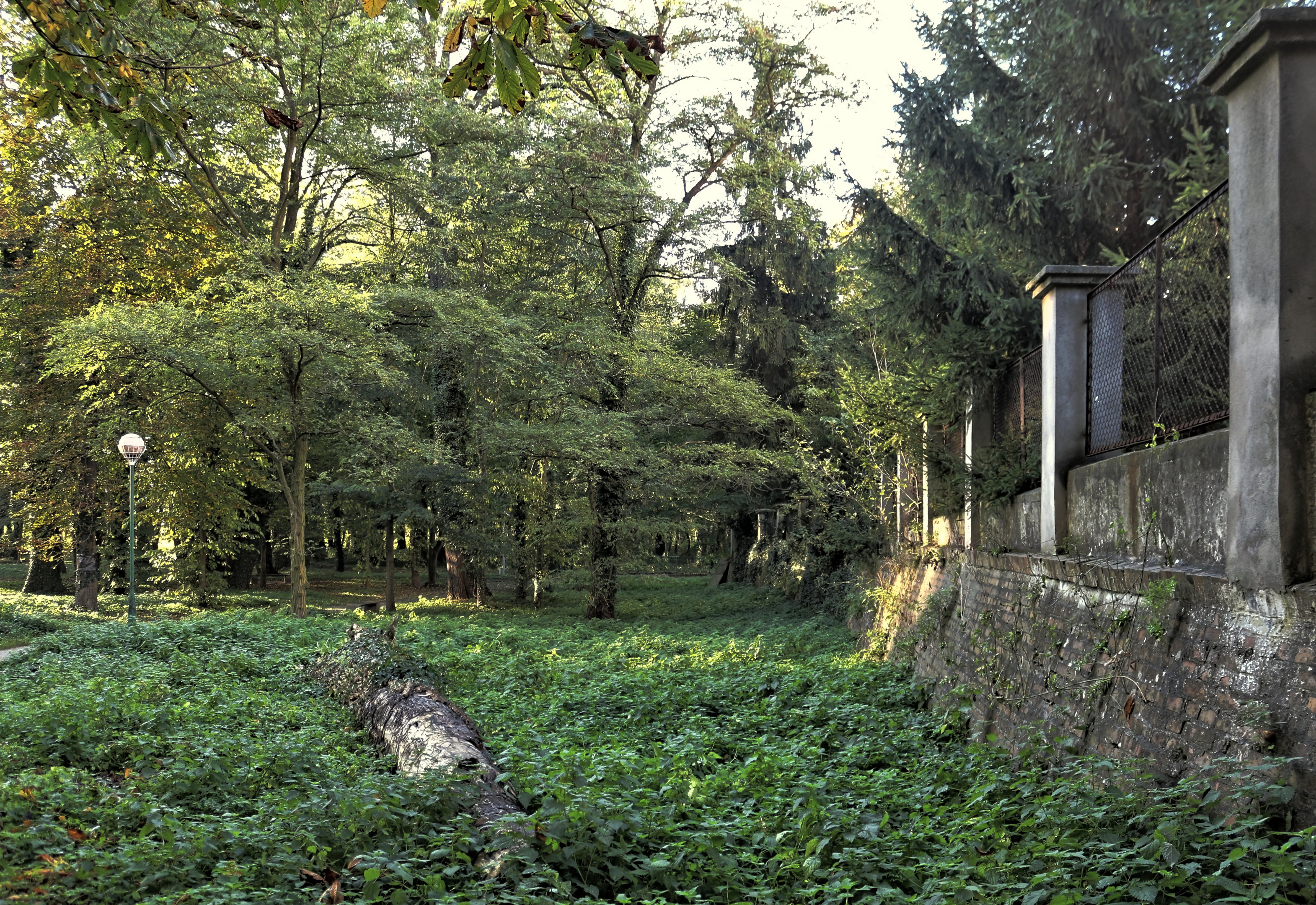
Park miejski

Do wojewódzkiego rejestru zabytków wpisane są:
- kościół parafialny pw. św. Michała Archanioła, wybudowany w 1604 roku, zniszczony w XVIII wieku, następnie odrestaurowany w 1830 r. W kościele znajduje się kamienna ambona z XVII wieku oraz rzeźba Jezusa Frasobliwego z XVI wieku
- kościół ewangelicki, obecnie noszący wezwanie Miłosierdzia Bożego z lat 1834–1836, z 46-metrową wieżą
- zespół pałacowy, XVII-XIX wieku, przebudowany w początku XX wieku:
  - pałac, barokowy z roku 1735, do roku 2006 siedziba domu dziecka
  - oficyna z basztą
  - brama
  - park, otaczający pałac, 26 ha
- domy, ul. Chopina 7, 9, 20, z XVIII wieku/XIX wieku
- dom, ul. Powstańców Śląskich 5, murowano-szachulcowy, z XVIII wieku/XIX wieku
- domy, ul. Reja 1 murowano-szachulcowy; nr 2, 3, 5, 6, 7, z XVIII wieku, XIX wieku
- domy, Rynek 1, 2, 3, 7, 8, 9, 10, 11, 12, 13, 20, 23, 27, 29, z XVIII wieku/XIX wieku, XX wieku
- domy, ul. Waryńskiego 1, 3, 5, 7, 9, 11, 15, 17, z połowy XIX wieku, XX wieku
- domy, ul. Wschowska 5, 8, z początku XIX wieku

inne zabytki:
- wiele pomników przyrody, w tym najgrubszy okaz sosny czarnej na terenie Polski – 3,7 m obwodu.

## Gospodarka

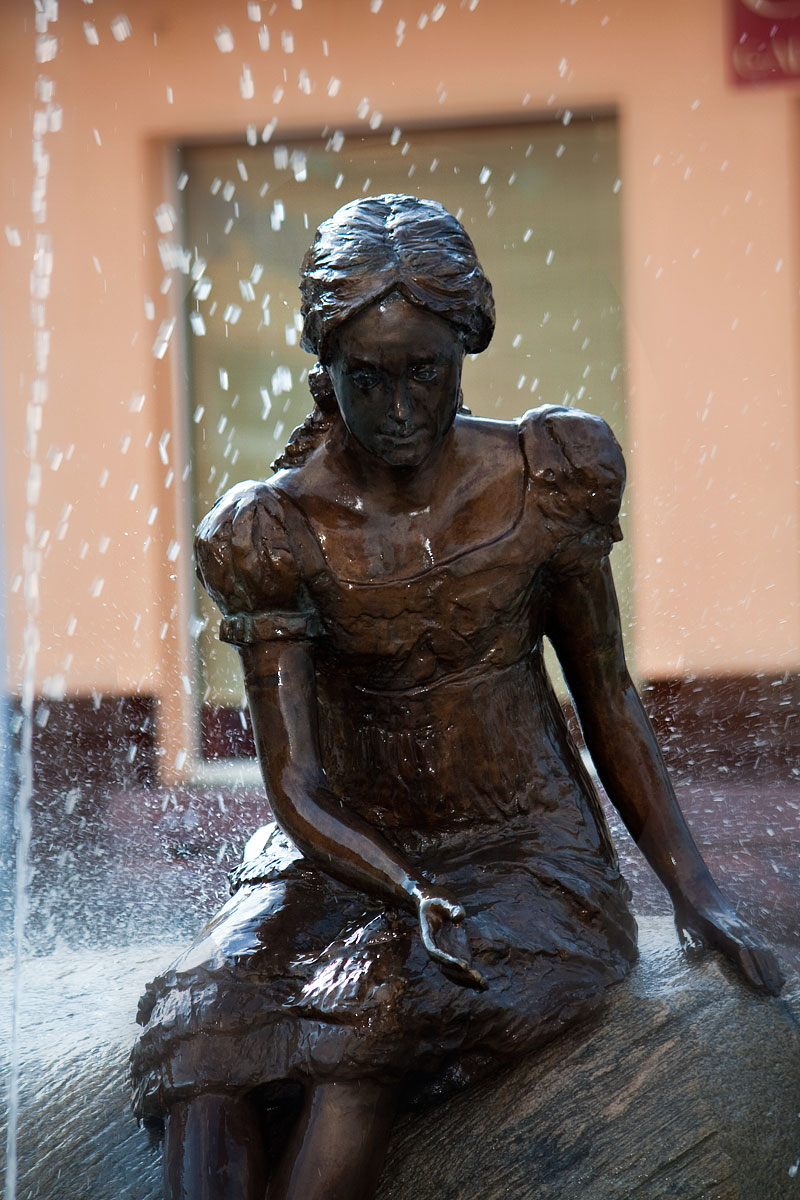
Fontanna

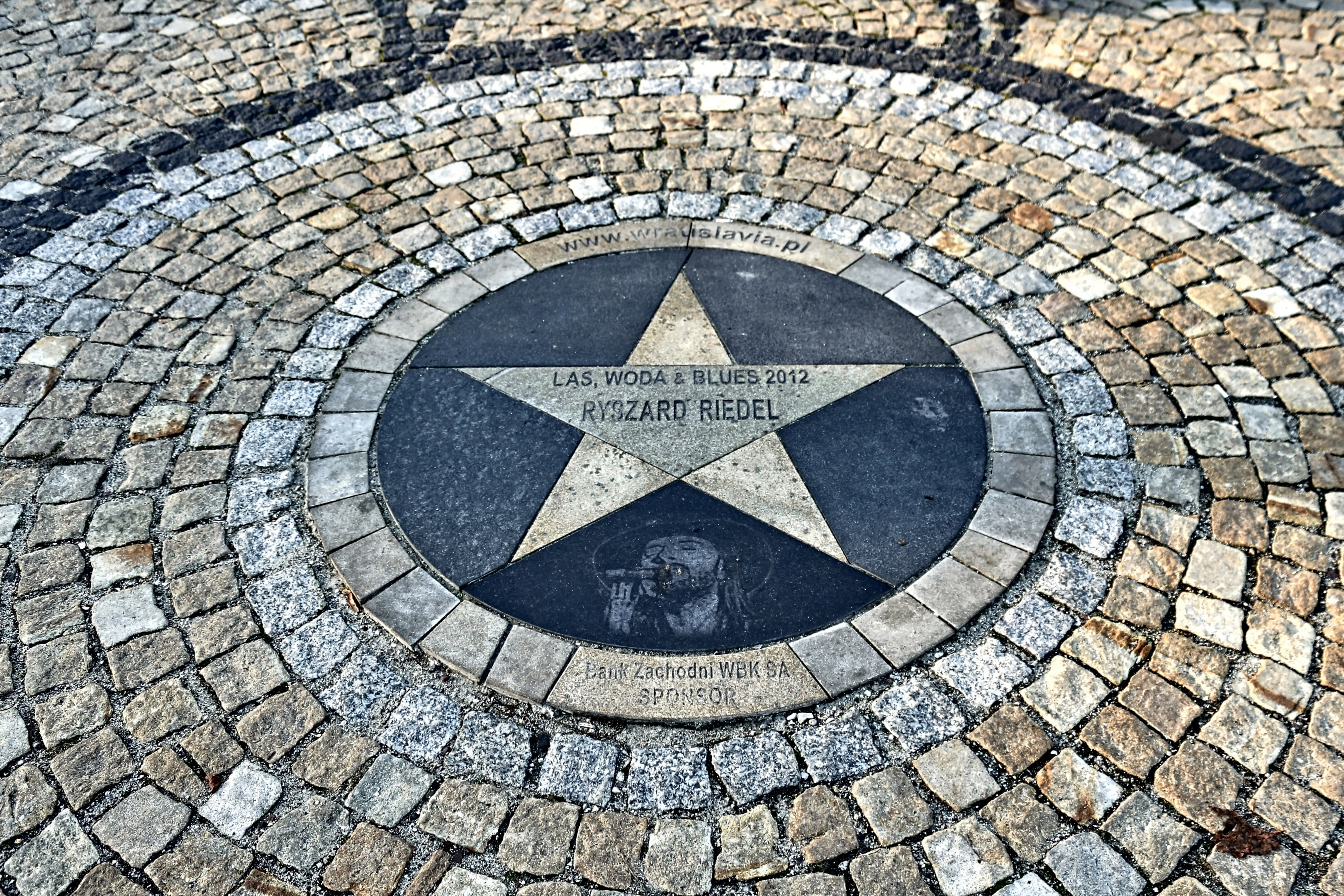
Aleja Gwiazd

Nad Jeziorem Sławskim znajduje się wiele ośrodków turystyczno-wypoczynkowych i sportowych (pole namiotowe, baza gastronomiczna). Przemysł spożywczy to przede wszystkim duża liczba zakładów mięsnych.
Co środę i sobotę jest organizowany targ miejski znajdujący się obok cmentarza.

## Transport

### Drogowy
Przez Sławę przebiegają następujące drogi wojewódzkie:
- 278 Szklarka Radnica - Sulechów (S3, DK32) - Sława - Wschowa (DW305)
- 318 Sława - Lubięcin (DW315)

### Kolejowy
Na przedmieściach jest stacja kolejowa Sława Śląska. Dworzec i linia kolejowa są nieczynne.

## Lokalne stowarzyszenia
- Cantate Deo – chór kościelny założony 29 listopada 2008
- Koło Łowieckie „Ryś” – założone w 1946
- Stowarzyszenie Witosława

## Wspólnoty wyznaniowe
- Kościół rzymskokatolicki:

- parafia św. Michała Archanioła

- Świadkowie Jehowy:

- zbór Sława (Sala Królestwa ul. Topolowa 24)

## Sport
W mieście funkcjonuje klub piłkarski Miejski Klub Sportowy „Sparta” Sława, który został założony w 1945 i występuje w klasie B. Zespół domowe mecze rozgrywa na Stadionie Miejskim w Sławie. Na tym stadionie również swoje mecze rozgrywa III-ligowy Klub Sportowy „Dąb” Przybyszów.

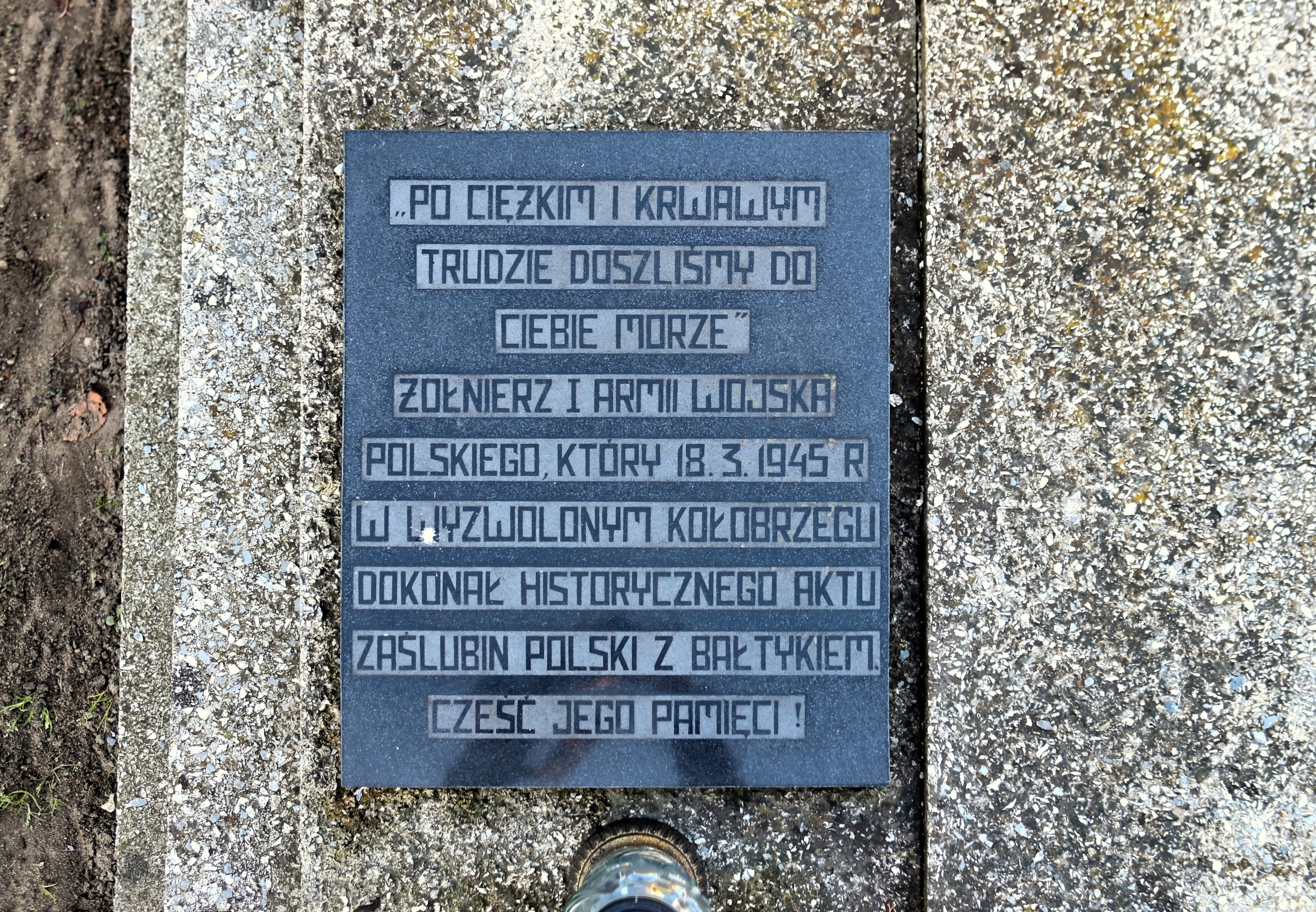
Tablica pamiątkowa na nagrobku Franciszka Niewidziajły

## Współpraca
Miejscowości partnerskie:
- Esneux, Belgia
- Luckau, Niemcy